# Cortland West
Cortland West és una concentració de població designada pel cens dels Estats Units a l'estat de Nova York. Segons el cens del 2000 tenia 1.345 habitants.

## Demografia
Segons el cens del 2000, Cortland West tenia 1.345 habitants, 491 habitatges, i 400 famílies. La densitat de població era de 99,7 habitants/km².
Dels 491 habitatges en un 36,9% hi vivien nens de menys de 18 anys, en un 71,1% hi vivien parelles casades, en un 8,1% dones solteres, i en un 18,5% no eren unitats familiars. En el 13,4% dels habitatges hi vivien persones soles el 6,9% de les quals corresponia a persones de 65 anys o més que vivien soles. El nombre mitjà de persones vivint en cada habitatge era de 2,71 i el nombre mitjà de persones que vivien en cada família era de 2,95.
Per edats la població es repartia de la següent manera: un 25,7% tenia menys de 18 anys, un 5% entre 18 i 24, un 25% entre 25 i 44, un 31,4% de 45 a 60 i un 12,9% 65 anys o més.
L'edat mediana era de 43 anys. Per cada 100 dones de 18 o més anys hi havia 88,1 homes.
La renda mediana per habitatge era de 50.057 $ i la renda mediana per família de 52.131 $. Els homes tenien una renda mediana de 41.115 $ mentre que les dones 30.263 $. La renda per capita de la població era de 23.666 $. Entorn del 4% de les famílies i el 7,1% de la població estaven per davall del llindar de pobresa.